# Bystrzyca-Kolonia
Bystrzyca-Kolonia (niem. Feldhäuser) – część miasta Bystrzyca Kłodzka w Polsce położona w województwie dolnośląskim, w powiecie kłodzkim, w gminie Bystrzyca Kłodzka.
W latach 1975–1998 miejscowość administracyjnie należała do województwa wałbrzyskiego.